# Saturn Awards 1993
La 19ª edizione dei Saturn Awards si è svolta il 8 giugno 1993 in California, per premiare le migliori produzioni cinematografiche e televisive del 1992.

## Vincitori e candidati
I vincitori sono indicati in grassetto, a seguire gli altri candidati.

### Film

#### Miglior film di fantascienza
- Rotta verso l'ignoto (Star Trek VI: The Undiscovered Country), regia di Nicholas Meyer[1]
- Alien³, regia di David Fincher
- Freejack - In fuga nel futuro (Freejack), regia di Geoff Murphy
- Tesoro, mi si è allargato il ragazzino (Honey, I Blew Up the Kid), regia di Randal Kleiser
- Il tagliaerbe (The Lawnmower Man), regia di Brett Leonard
- Avventure di un uomo invisibile (Memoirs of an Invisible Man), regia di John Carpenter

#### Miglior film fantasy
- Aladdin, regia di Ron Clements e John Musker[2]
- La famiglia Addams (The Addams Family), regia di Barry Sonnenfeld
- Batman - Il ritorno (Batman Returns), regia di Tim Burton
- La bella e la bestia (Beauty and the Beast), regia di Gary Trousdale e Kirk Wise
- La morte ti fa bella (Death Becomes Her), regia di Robert Zemeckis
- Hook - Capitan Uncino (Hook), regia di Steven Spielberg
- Toys - Giocattoli (Toys), regia di Barry Levinson

#### Miglior film horror
- Dracula di Bram Stoker (Bram Stoker's Dracula), regia di Francis Ford Coppola[3]
- Basic Instinct, regia di Paul Verhoeven
- Candyman - Terrore dietro lo specchio (Candyman), regia di Bernard Rose
- Splatters - Gli schizzacervelli (Braindead), regia di Peter Jackson
- La mano sulla culla (The Hand That Rocks the Cradle), regia di Curtis Hanson
- Hellraiser III (Hellraiser III: Hell on Earth), regia di Anthony Hickox
- Fuoco cammina con me (Twin Peaks: Fire Walk with Me), regia di David Lynch

#### Miglior attore
- Gary Oldman - Dracula di Bram Stoker (Bram Stoker's Dracula)
- Raúl Juliá - La famiglia Addams (The Addams Family)
- Bruce Willis - La morte ti fa bella (Death Becomes Her)
- Chevy Chase - Avventure di un uomo invisibile (Memoirs of an Invisible Man)
- John Lithgow - Doppia personalità (Raising Cain)
- Michael Gambon - Toys - Giocattoli (Toys)
- Robin Williams - Toys - Giocattoli (Toys)

#### Miglior attrice
- Virginia Madsen - Candyman - Terrore dietro lo specchio (Candyman)
- Sigourney Weaver - Alien³
- Sharon Stone - Basic Instinct
- Meryl Streep - La morte ti fa bella (Death Becomes Her)
- Winona Ryder - Dracula di Bram Stoker (Dracula)
- Rebecca De Mornay - La mano sulla culla (The Hand That Rocks the Cradle)
- Sheryl Lee - Fuoco cammina con me (Twin Peaks: Fire Walk with Me)

#### Miglior attore non protagonista
- Robin Williams - Aladdin
- Charles S. Dutton - Alien³
- Danny DeVito - Batman - Il ritorno (Batman Returns)
- Kevin Spacey - Giochi d'adulti (Consenting Adults)
- Anthony Hopkins - Dracula di Bram Stoker (Bram Stoker's Dracula)
- Sam Neill - Avventure di un uomo invisibile (Memoirs of an Invisible Man)
- Ray Wise - Fuoco cammina con me (Twin Peaks: Fire Walk with Me)

#### Miglior attrice non protagonista
- Isabella Rossellini - La morte ti fa bella (Death Becomes Her)
- Rene Russo - Freejack - In fuga nel futuro (Freejack)
- Julianne Moore - La mano sulla culla (The Hand That Rocks the Cradle)
- Marcia Strassman - Tesoro, mi si è allargato il ragazzino (Honey I Blew Up the Kid)
- Frances Sternhagen - Doppia personalità (Raising Cain)
- Kim Cattrall - Rotta verso l'ignoto (Star Trek VI: The Undiscovered Country)
- Robin Wright Penn - Toys - Giocattoli (Toys)

#### Miglior attore emergente
- Scott Weinger - Aladdin
- Christina Ricci - La famiglia Addams (The Addams Family)
- Robert Oliveri - Tesoro, mi si è allargato il ragazzino (Honey I Blew Up the Kid)
- Daniel Shalikar - Tesoro, mi si è allargato il ragazzino (Honey I Blew Up the Kid)
- Joshua Shalikar - Tesoro, mi si è allargato il ragazzino (Honey I Blew Up the Kid)
- Brandon Quintin Adams - La casa nera (The People Under the Stairs)
- Edward Furlong - Cimitero vivente 2 (Pet Sematary 2)

#### Miglior regia
- Francis Ford Coppola - Dracula di Bram Stoker (Dracula)[4]
- Tim Burton - Batman - Il ritorno (Batman Returns)
- David Fincher - Alien³
- William Friedkin - Assassino senza colpa? (Rampage)
- Randal Kleiser - Tesoro, mi si è allargato il ragazzino (Honey, I Blew Up the Kid)
- Paul Verhoeven - Basic Instinct
- Robert Zemeckis - La morte ti fa bella (Death Becomes Her)

#### Miglior sceneggiatura
- James V. Hart - Dracula di Bram Stoker (Bram Stoker's Dracula)
- David Giler, Walter Hill e Larry Ferguson - Alien³
- Joe Eszterhas - Basic Instinct
- Bernard Rose - Candyman - Terrore dietro lo specchio (Candyman)
- Martin Donovan e David Koepp - La morte ti fa bella (Death Becomes Her)
- Nicholas Meyer e Denny Martin Flinn - Rotta verso l'ignoto (Star Trek VI: The Undiscovered Country)
- David Lynch e Robert Engels - Fuoco cammina con me (Twin Peaks: Fire Walk with Me)

#### Miglior costumi
- Eiko Ishioka - Dracula di Bram Stoker (Dracula)
- Bob Ringwood e David Perry - Alien³
- Bob Ringwood, Mary E. Vogt e Vin Burnham - Batman - Il ritorno (Batman Returns)
- Lisa Jensen - Freejack - In fuga nel futuro (Freejack)
- Robyn Reichek - Mom and Dad Save the World
- Dodie Shepard - Rotta verso l'ignoto (Star Trek VI: The Undiscovered Country)
- Albert Wolsky - Toys - Giocattoli (Toys)

#### Miglior trucco
- Stan Winston e Ve Neill - Batman - Il ritorno (Batman Returns)
- Greg Cannom, Matthew W. Mungle e Michèle Burke - Dracula di Bram Stoker (Bram Stoker's Dracula)
- Bob Keen - Candyman - Terrore dietro lo specchio (Candyman)
- Dick Smith e Kevin Haney - La morte ti fa bella (Death Becomes Her)
- Bob Keen - Hellraiser III (Hellraiser III: Hell on Earth)
- Steve Johnson - Autostrada per l'inferno (Highway to Hell)
- Michael Mills e Ed French - Rotta verso l'ignoto (Star Trek VI: The Undiscovered Country)

#### Migliori effetti speciali
- Ken Ralston, Tom Woodruff, Jr. e Alec Gillis - La morte ti fa bella (Death Becomes Her)
- Alan Munro - La famiglia Addams (The Addams Family)
- George Gibbs, Richard Edlund, Alec Gillis e Tom Woodruff junior - Alien³
- Richard Taylor e Bob McCarron - Splatters - Gli schizzacervelli (Braindead)
- Roman Coppola - Dracula di Bram Stoker (Bram Stoker's Dracula)
- Frank Ceglia, Paul Haines e Tom Ceglia - Il tagliaerbe (The Lawnmower Man)
- Bruce Nicholson e Ned Gorman - Avventure di un uomo invisibile (Memoirs of an Invisible Man)

#### Miglior colonna sonora
- Angelo Badalamenti - Fuoco cammina con me (Twin Peaks: Fire Walk with Me)
- Alan Menken - Aladdin
- Jerry Goldsmith - Basic Instinct
- Alan Menken - La bella e la bestia (Beauty and the Beast)
- Wojciech Kilar - Dracula di Bram Stoker (Bram Stoker's Dracula)
- Alan Silvestri - La morte ti fa bella (Death Becomes Her)
- Hans Zimmer e Trevor Horn - Toys - Giocattoli (Toys)

### Televisione

#### Miglior serie televisiva
- I Simpson (The Simpsons)
- Batman (Batman: The Animated Series)
- Intruders
- In viaggio nel tempo (Quantum Leap)
- The Ren & Stimpy Show
- Star Trek: The Next Generation
- I racconti della cripta (Tales from the Crypt)

### Video

#### Miglior video
- Killer!
- Frankenweenie
- Autostrada per l'inferno (Highway to Hell)
- Netherworld
- Project Shadowchaser
- Drácula
- Due occhi diabolici (Two Evil Eyes)

## Premi speciali
- President's Award: Gale Anne Hurd
- Life Career Award: David Lynch
- George Pal Memorial Award: Frank Marshall
- Service Award: Alice La Deane